# Euzebiusz Smolarek
Euzebiusz "Ebi" Smolarek, född 9 januari 1981 i Łódź, är en polsk före detta fotbollsspelare.

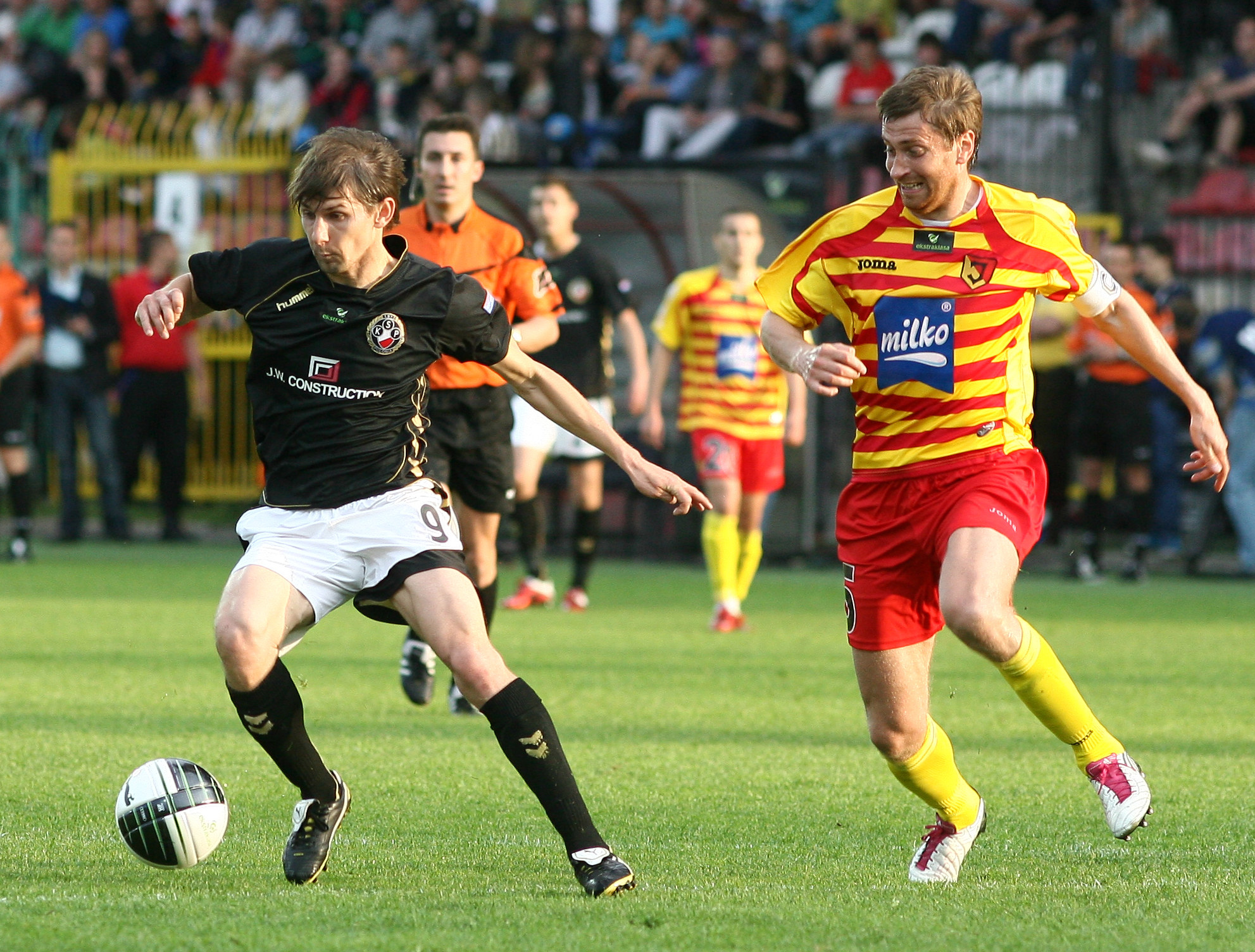
Euzebiusz Smolarek och Andrius Skerla

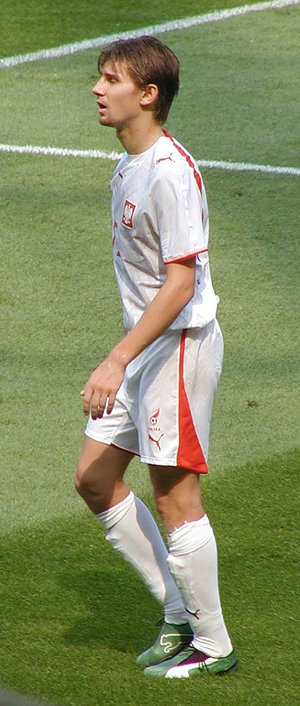
Euzebiusz Smolarek